# IV Македонский легион
IV Македонский легион (лат. Legio IV Macedonica) — римский легион, сформированный в 48 году до н. э. Дислоцировался в Македонии, Испании, Германии. Принимал участие в гражданских войнах и конфликтах с внешними врагами. Был расформирован Веспасианом в 70 году. Эмблемы легиона — бык и единорог.

## История легиона

### Эпоха Римской республики
Легион был, вероятно, основан в Италии в 48 году до н. э. Гаем Юлием Цезарем, который нуждался в дополнительных силах для войны против своего коллеги-триумвира и соперника Гнея Помпея Великого. Кроме того, существует версия, что легион был основан Марком Юнием Брутом в Македонии, в связи с чем и получил своё прозвище. Однако в таком случае легион не мог бы участвовать в битве при Диррахии, а его участие в ней практически не вызывает сомнений.
Боевое крещение легион получил в сражении при Диррахии весной 48 года до н. э. Позже, он был размещен в Македонии, почему и получил своё прозвище. Планировалось участие легиона в кампании Цезаря против Парфянского царства, но тем не менее экспедиция так и не состоялась в связи с гибелью диктатора. Летом 44 года до н. э. IV Македонский легион был отозван в Италию Марком Антонием и принимал активное участие в боях на востоке Италии, но спустя некоторое время он встал на сторону приемного сына Цезаря Октавиана. В битве при Мутине в апреле 43 года до н. э., во время Мутинской войны, легион сражался за своего нового начальника против Антония и понес тяжелые потери.
В 42 году до н. э. IV Македонский легион боролся за членов Второго триумвирата в битве при Филиппах в Македонии, где была одержана победа над убийцами Цезаря, Брутом и Кассием, и вернулся в Италию с Октавианом. Там, зимой 41/40 года до н. э. он принимал участие в Перузинской войне против брата Марка Антония Луция Антония. Существуют свидетельства о присутствии легиона во время осады Перузии. В 31 году до н. э. он присутствовал в морской битве при Акции. Ветераны легиона были поселены в Венеции.

### Эпоха династии Юлиев-Клавдиев

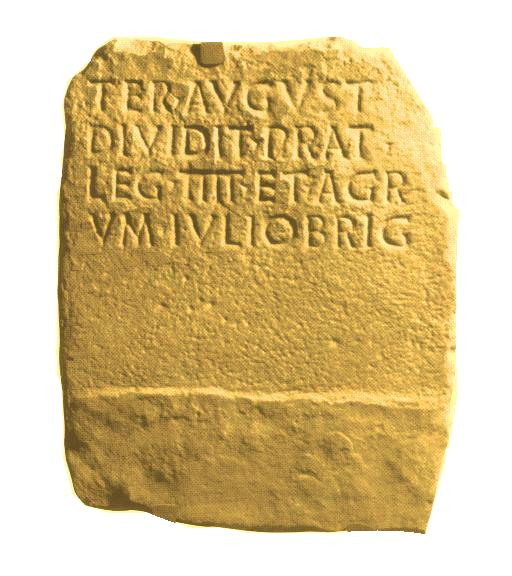
Надпись на камне из Испании, упоминающая IV Македонский легион

Октавиан Август передислоцировал IV Македонский легион в провинцию Тарраконская Испания после 30 года до н. э., где он принимал участие в Кантабрийских войнах, которые продолжались вплоть до 13 года до н. э. Известно о том, что лагерь легиона располагался где-то в окрестностях Бургоса. После окончания войны IV Македонский легион был переведен в Эррера-де-Писуэрга. Существует предположение, что некоторые ветераны легиона были поселены в городе, который теперь называется Куартанго (от латинского слова quattuor, «четыре»).
После 13 года до н. э. Испания стала более спокойной. То, что солдаты принимали активное участие в гражданских работах по всему Пиренейскому полуострову, известно из многочисленных надписей. Ветераны IV Македонского, VI Победоносного и Х Парного около 15 года до н. э. были среди первых поселенцев в Колонии Цезаравгуста (современная Сарагоса). В это время легионеры использовались для широкомасштабного дорожного строительства на Августовой дороге. Возможно, солдаты IV Македонского легиона принимали участие в оккупации Мавретании после смерти последнего царя Птолемея.
По одной версии, IV Македонский легион был передислоцирован в верхнегерманский город Могонциак в 39/40 году по приказу императора Калигулы для войны с хаттами. По другой версии, это событие произошло уже при Клавдии в 41 или даже 43 году. Здесь он заменил XIV Парный легион, который был переброшен в Британию. Во всяком случае, IV Македонский легион делил крепость с недавно основанным XXII Первородным. XXII Первородный занял менее почетную левую часть лагеря, в то время как IV Македонский находился в правой части. Вексилляция IV Македонского находилась в Бингии, что доказывают надписи на камнях. По всей видимости, легион участвовал в подавлении восстания наместника Лугдунской Галлии Гая Юлия Виндекса в 68 году.

### Год четырёх императоров и династия Флавиев

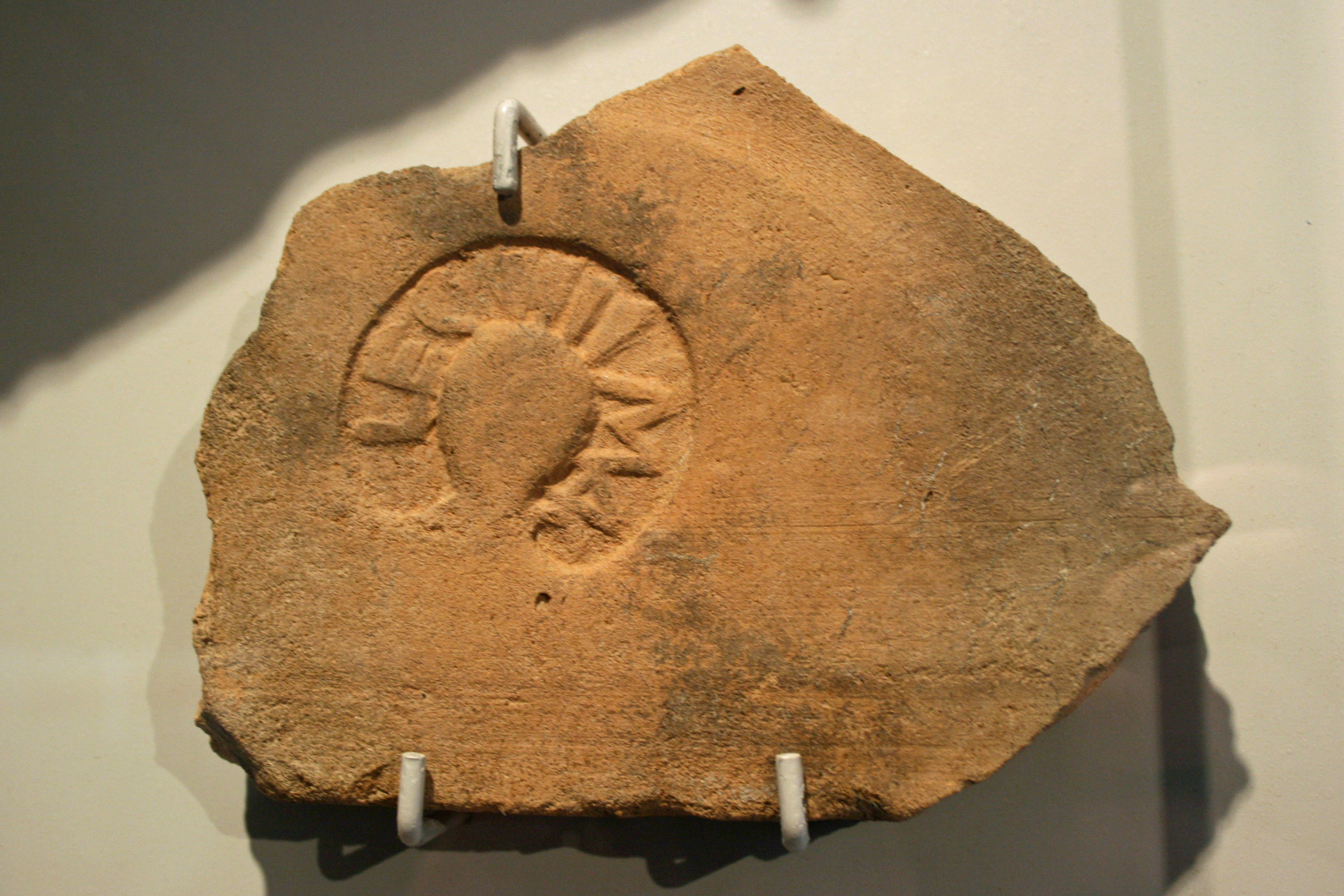
Кирпич с клеймом IV Македонского легиона

IV Македонский легион всё ещё находился в Могонциаке, когда Нерон покончил жизнь самоубийством в июне 68 года, а в январе 69 года началась гражданская война. 1 января 69 года против Гальбы подняли мятеж рейнские легионы. XXII Первородный легион первоначально колебался, но затем вместе с IV Македонским сорвал императорские изображения со своих значков в Могонциаке. Четыре центуриона, которые выступали против этого, были закованы в цепи. Затем войска, провозгласившие императором наместника Нижней Германии Вителлия, отправились в поход на Италию. Вексилляция IV Македонского легиона, участвовавшая в кампании, под командованием своего легата Авла Цецины Алиена разгромила гельветов и пришла в Верону, чтобы занять долину реки По. Кроме того, вексилляция воевала при Кремоне против войск императора Отона — в результате археологических раскопок были найдены остатки её катапульт. Несколько солдат были вознаграждены за свои услуги и переведены в преторианскую гвардию. В ходе второго сражения при Бедриаке в октябре 69 года IV Македонский легион потерпел поражение. Он бросил свой обоз на поле боя: были обнаружены железные оковки военных сундуков, брошенных при отступлении.
Во время Батавского восстания IV Македонский легион обеспечивал безопасность Могонциака и воевал под командованием Квинта Петиллия Цериала против мятежных хаттов, узипетов и маттиаков. Деятельность легионеров не заслуживает упрека, однако у них не было доверия со стороны императора Веспасиана, возможно, из-за того, что они ранее поддержали Вителлия. В 70 году IV македонский легион был расформирован, а большая часть его солдат вошла в состав нового IV Счастливого Флавиева легиона.
В правление Домициана ветераны IV Македонского и нескольких других легионов были поселены в недавно основанный город Скупи.